# Liars (album)

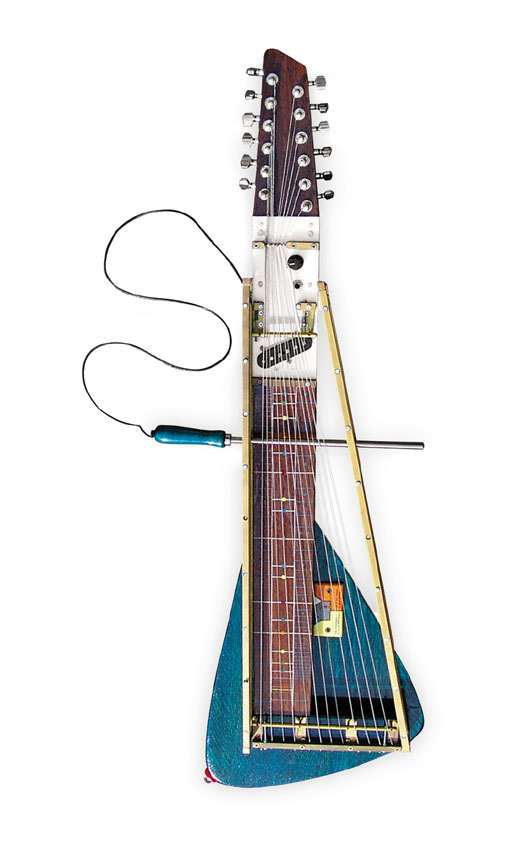
Moodswinger

Liars is het 4e album van de experimentele rockband Liars. Het album kwam uit op 28 augustus 2007.
Het openingsnummer Plaster Casts of Everything is de eerste single van deze plaat, waarbij ook een videoclip gemaakt is.
Het nummer Leather Prowler is ingespeeld op de door Yuri Landman ontworpen en geschonken Moodswinger. De klank van dit instrument bij deze opname wordt in veel recensies verward met een piano.

## Track listing
1. "Plaster Casts of Everything"
2. "Houseclouds"
3. "Leather Prowler"
4. "Sailing to Byzantium"
5. "What Would They Know"
6. "Cycle Time"
7. "Freak Out"
8. "Pure Unevil"
9. "Clear Island"
10. "The Dumb in the Rain"
11. "Protection"

## Promo-Sessie
Een demo-sessie verscheen op 24 oktober 2007. Deze bevatte vier tracks die na inschrijving op de nieuwsbrief op Mute Records gratis gedownload konden worden.
1. "Cycle Time" – 2:24
2. "House Clouds" – 3:27
3. "Pure Unevil" – 3:58
4. "Plaster Casts of Everything" – 4:02